# Anthus sokokensis
Anthus sokokensis е вид птица от семейство Стърчиопашкови (Motacillidae). Видът е застрашен от изчезване.

## Разпространение
Видът е разпространен в Кения и Танзания.